# Brochier
Brochier egy község (município) Brazília Rio Grande do Sul államában. Francia telepesek alapították, elnevezését az alapítók családnevéről kapta. Népességét 2021-ben 5132 főre becsülték.

## Története
A gyarmatosítás előtt ibiá indiánok lakták a területet, 1636-tól azonban Raposo Tavares bandeirante csapatai elűzték őket, falvaikat elpusztították. A hely egy évszázadig lakatlan volt, majd királyi földadományként (sesmaria) kapták meg a portugál gyarmatosítók. Az itt alapított farm neve Fazenda de Montenegro lett, a Montenegro nevet pedig az itt kialakuló település is felvette. 1832-ben egy Marseille-i testvérpár, Jean Honoré Brochier és Auguste Brochier érkezett a környékre (portugálosítva João és Augusto), akik kezdetben Montenegróban akartak letelepedni, de az ottani földeket már eladták, így végül Montenegrótól 25 kilométerre alapítottak települést. Ezt 1892-ben Brochiers néven Montenegro kerületévé nyilvánították, majd 1988-ban függetlenedett és 1989-ben Brochier néven önálló községgé alakult.

## Leírása
Székhelye Brochier, második kerülete Linha Pinheiro Machado. Gazdasága a régi időkben a faszén készítésére épült, a 21. században legnagyobb részét a szolgáltatások teszik ki. Jelentős mezőgazdasága is (narancs, mandarin, baromfi). A lakosság mintegy fele lakik városon.